# Michael Morrison
Michael Morrison, född 3 mars 1988 i Bury St Edmunds, är en engelsk fotbollsspelare som för närvarande spelar i Birmingham City i Championship. Morrison kan spela som mittback och högerback.
Morrison började sin karriär i Cambridge United FC, där han började inom ungdomsfotbollen. Debuten kom 2006. Morrison hann med drygt 100 matcher med Cambridge innan han värvades av Leicester City år 2008. Morrison fanns mest på bänken säsongen 2008/2009, samma 2009/2010 skedde för Morrison när Leicester spelade i Championship följande säsong. Men Morrison kämpade på och nu är han nu ordinarie högerback i Leicester.
Den 7 januari 2011 blev det klart att Morrison lämnar Leicester för Sheffield Wednesday.

## Meriter
Leicester City
- League One mästare: 2009

Charlton Athletic
- League One mästare: 2012